# نيكلاس غولبراندسن
نيكلاس غولبراندسن (بالنرويجية البوكمول: Niclas Gulbrandsen)‏ هو رسام توضيحي نرويجي، ولد في 15 مارس 1930، وتوفي في 19 يوليو 2013.